# Эшбахер, Матиас
Матиас Эшбахер (нем. Matthias Aeschbacher; род. 14 апреля 1945, Цюрих) — швейцарский дирижёр. Сын Адриана Эшбахера.
В детстве учился игре на фортепиано у своего отца, затем в 1962—1965 гг. в Цюрихской консерватории. По окончании консерватории поступил в Цюрихскую оперу корепетитором, затем дирижёром, в 1969—1976 гг. главный дирижёр. В 1976—1978 гг. музыкальный руководитель оперного театра в Эссене, в 1978—1987 гг. генеральмузикдиректор Любека. В последующие годы работал в Испании и Скандинавии, затем в 1991—1997 гг. вновь возглавлял оперный театр Эссена. В 2000-е ггю Эшбахер много работал в Дании, записав с разными датскими оркестрами серию альбомов с музыкой композиторов этой страны — в том числе фортепианные концерты Виктора Бендикса, Августа Виндинга, Эмиля Хартмана с солистом Олегом Маршевым.
В репертуаре Эшбахера, как оперном, так и симфоническом, преобладает музыка поздних романтиков — прежде всего, Рихард Вагнер, Рихард Штраус, Джузеппе Верди и Джакомо Пуччини.